# Алія Сабур
Алія Сабур (англ. Alia Sabur; 22 лютого 1989) — американська вчена, математик, матеріалознавець. Внесена у Книгу рекордів Гіннеса як наймолодший професор у світі.

## Дитинство та освіта
Сабур народилася 1989 року в Нью-Йорку. Її мати, Джулі Сабур (уроджена Кесслер), працювала репортером для телеканалу News12 Long Island. Батько, Мухаммед Сабур, емігрант з Пакистану. Пара одружилася у 1980 році. В Алії з дитинства проявилися ознаки обдарованості. У віці двох років вона пройшла тест на коефіцієнт інтелекту і її IQ, на думку педагога, був на рівні першокласника. В 9 років отримала чорний пояс з тхеквондо. У четвертому класі, у віці 10 років, Алія закінчила середню школу і вступила до Державного університету Нью-Йорка в Стоні Брук, який закінчила з відзнакою summa cum laude («з найбільшою хвалою») у віці 14 років.
Після Нью-йоркського університету Сабур навчалася в Дрексельському університеті, де отримала ступінь магістра в 2006 році. У 2007 році тимчасово працювала в Південному університеті в Новому Орлеані.

## Кар'єра
За три дні до свого 19-го дня народження 19 лютого 2008 року Алія Сабур призначена на посаду професора в університеті Конкук в Сеулі, Південна Корея. Посада була тимчасовою, лише на один рік, проте цього вистачило, щоб зафіксувати офіційний рекорд в Книзі рекордів Гіннеса, і Алія Сабур стала наймолодшим у світі професором. До неї цей рекорд належав шотландському математику Коліну Маклорену, який отримав посаду професора в 1717 році. Втім, Коліну на момент вступу в професорську посаду було повних 19 років, в той час як Алії 19 років виконувалося лише через три дні. В університеті Алія працювала на кафедрі передових технологій.
Після року роботи в Кореї Алія Сабур повернулася в Нью-Йорк, де зайнялася науковими дослідженнями. Відомо, що Алія працювала над методом вимірювання цукру в крові людини без забору крові, що могло б неабияк полегшити життя людям, що страждають від діабету.
У 2010 році Алія кілька разів з'явилася на національному телебаченні, в тому числі на телеканалах CNN і Fox News, де вона поділилася своїми ідеями з приводу усунення наслідків розливу нафти на платформі Deepwater Horizon в Мексиканській затоці.

## Судові справи
У 2008 році Алія подала два цивільні позови проти Дрексельського університету. У першому позові лія звинуватила його керівництво в шахрайстві. Так, на її думку, її науковий керівник Юрій Гогоці навмисно перешкоджав захисту її докторської дисертації, використовував чужі ідеї і дослідження в своїх особистих роботах, а керівництво університету неправильно розпоряджалася освітніми грантами. Другий позов подали батьки від її імені стверджуючи, що «Рада з питань освіти, її члени та окружний відділ освіти не змогли надати їхній дочці відповідні освітні послуги, що є порушенням закону про освіту осіб з обмеженими можливостями». Шість із семи пунктів обвинувачення були відхилені. Пізніше Алія зізнавалася, що після судових засідань вона вперше розчарувалася в науковому світі.